# Vuelo 1406 de FedEx
El vuelo 1406 de FedEx Express fue un vuelo de carga nacional estadounidense que partía del Aeropuerto Internacional de Memphis, Tennessee, y se dirigía al Aeropuerto Internacional Logan de Boston, Massachusetts. El vuelo sufrió un incendio en su carga durante el vuelo sobre Nueva York el 5 de septiembre de 1996. Los tres tripulantes y dos pasajeros a bordo lograron la evacuación tras un aterrizaje de emergencia en el Aeropuerto Internacional Stewart de Newburgh, Nueva York. Tras la evacuación, el DC-10 fue consumido por el fuego. Tras una exhaustiva investigación, la Junta Nacional de Seguridad en el Transporte (NTSB) no pudo determinar la causa del incendio. No obstante, la Administración Federal de Aviación (FAA) formuló recomendaciones para evitar incidentes similares en el futuro.

## Descripción

### Aeronave

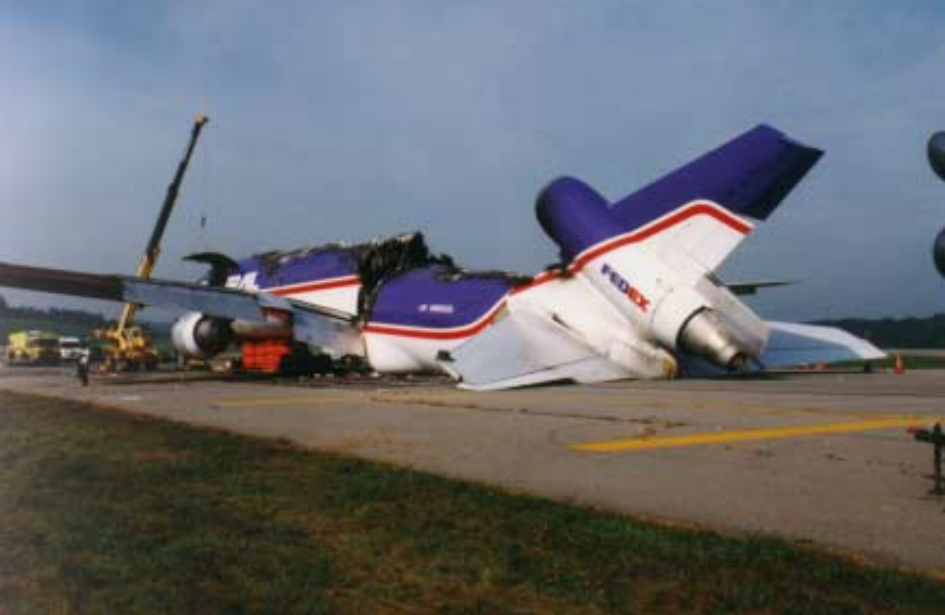
Las consecuencias del vuelo 1406.

El avión involucrado, fabricado en 1975, era un McDonnell Douglas DC-10-10CF matriculado como N68055 con número de serie 37809. El nombre de la aeronave era Chandra Renee.Había registrado más de 38.271 horas de fuselaje y 17.818 ciclos de despegue y aterrizaje y estaba equipado con tres motores General Electric CF6-6D.: 24–25 

### Tripulación

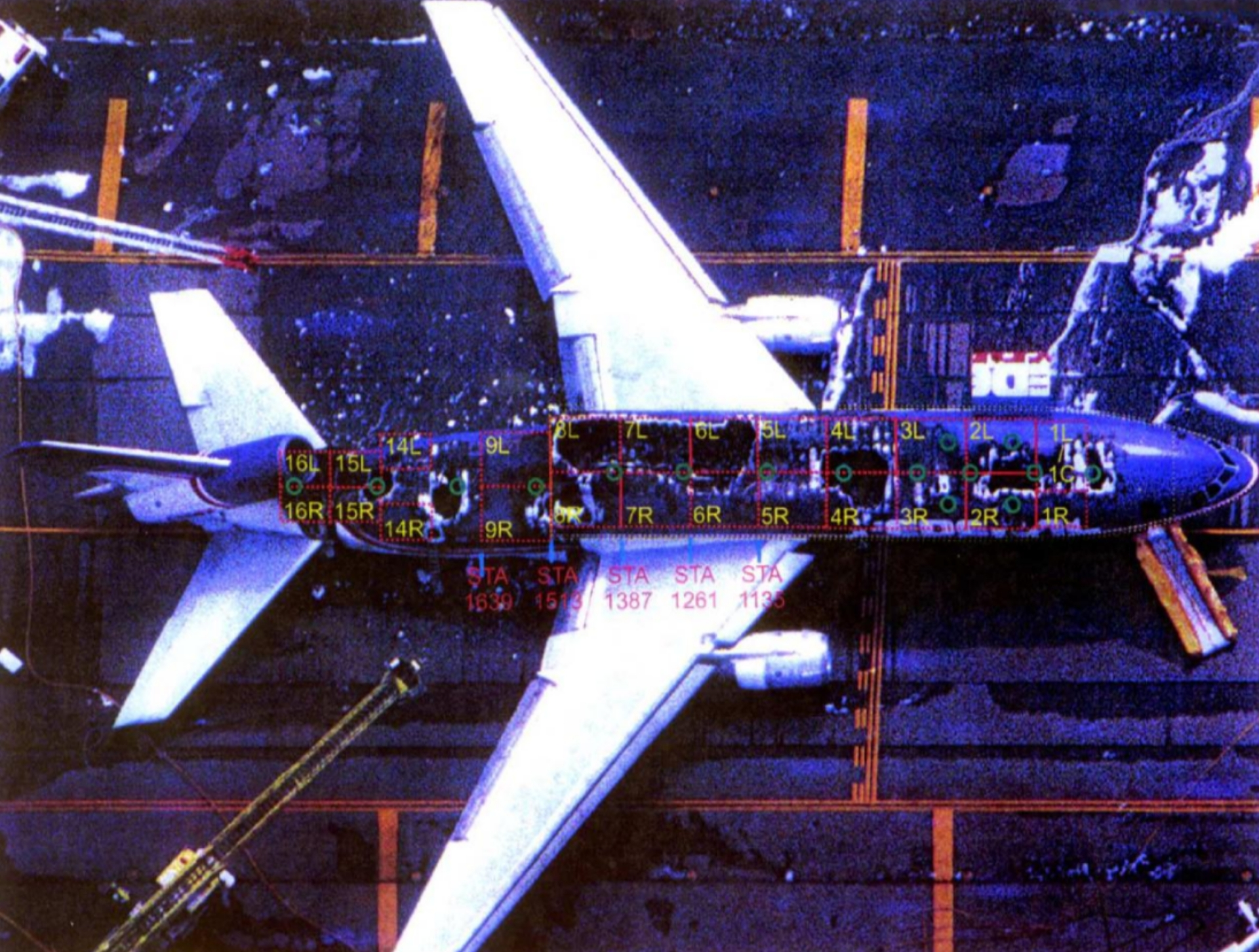
N68055, después del incendio.

Había tres tripulantes y dos pasajeros en el vuelo 1406. El capitán (47 años) tenía 12.344 horas de vuelo, 2.504 de las cuales se registraron en el DC-10; el primer oficial (41 años) tenía 6.535 horas de vuelo, 1.338 de las cuales se registraron en el DC-10; y el ingeniero de vuelo (45 años) tenía 3.704 horas de vuelo, 188 de las cuales se registraron en el DC-10. También a bordo iban dos empleados de FedEx (incluido el veterano de Vietnam y piloto de Eastern Air Lines, Frederick S. Olmsted Jr.) sentados en asientos auxiliares.: 21–24 : 5 

## Vuelo
El vuelo 1406 partió del Aeropuerto Internacional de Memphis a las 3:42 a. m., con destino al Aeropuerto Internacional Logan, Boston, Massachusetts, con una hora estimada de llegada (ETA) de las 7:42 a. m.
A las 5:42 a. m., el vuelo 1406 volaba a 33 000 pies (10 058 m) sobre el estado de Nueva York cuando sonó la alarma de incendio y humo de la cabina. Los detectores de humo de varias zonas del compartimento de carga de la cubierta principal del avión alertaron a los pilotos de la sospecha de humo, lo que llevó a los miembros de la tripulación y a los pasajeros a ponerse sus máscaras de humo. Los sistemas de la aeronave comenzaron a fallar y la tripulación notó que entraba humo en la cabina. La tripulación informó al control del tráfico aéreo de Boston (ATC) sobre la situación del incendio; el ATC sugirió que el vuelo 1406 podría realizar un aterrizaje de emergencia en el Aeropuerto del Condado de Albany, a unas 50 mi (80 km) más adelante, o aterrizar en el Aeropuerto Internacional Stewart en Newburgh, a unas 25 mi (40 km) detrás. La tripulación decidió aterrizar en Stewart.
A las 5:49 am, el avión se encontraba en aproximación al Aeropuerto Internacional Stewart, donde los servicios de bomberos del aeropuerto se prepararon para que el DC-10 aterrizara en la pista 27.La aeronave aterrizó con éxito en el aeropuerto a las 5:54 a. m. y giró hacia una calle de rodaje, donde se detuvo para que los bomberos intervinieran. La tripulación y los empleados intentaron evacuar la aeronave, pero las puertas y las ventanas de la cabina no pudieron abrirse debido a que el fuselaje seguía presurizado.El capitán despresurizó la aeronave y todos los ocupantes salieron sanos y salvos: la tripulación por una ventana de la cabina y los pasajeros por una de las puertas delanteras del fuselaje. Los bomberos descubrieron que la carga les impedía acceder a la fuente del humo desde el interior de la cabina y, cuarenta minutos después del aterrizaje, el fuego atravesó el revestimiento del fuselaje; el incendio se extinguió cuatro horas después del aterrizaje.Las cinco personas a bordo sobrevivieron, aunque dos miembros de la tripulación de vuelo sufrieron heridas leves.: 11 

## Investigación

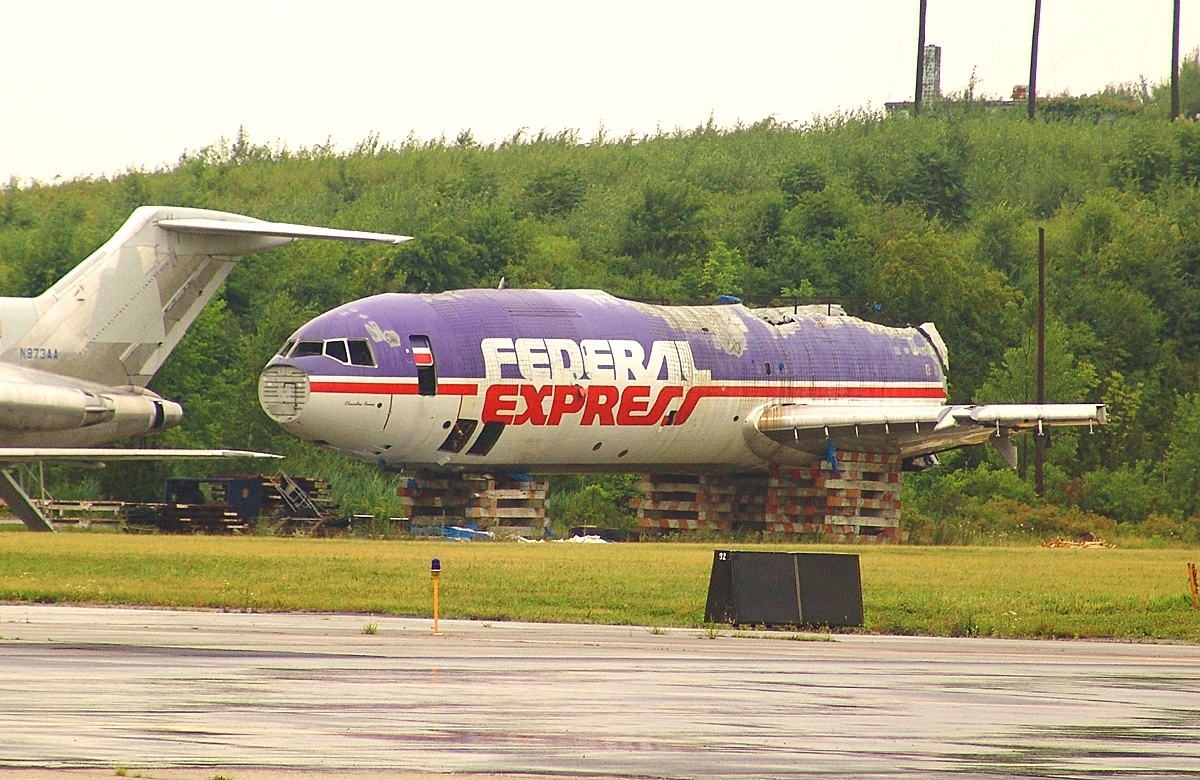
Los restos de la aeronave en 2004.

Debido a los extensos daños causados por el incendio, la investigación de la Junta Nacional de Seguridad en el Transporte (NTSB) no pudo encontrar una fuente de ignición. El 22 de julio de 1998, la NTSB publicó su informe, concluyendo que "la causa probable de este accidente fue un incendio de origen indeterminado en la carga durante el vuelo".